# Трестиоара (Манзалешти)
Трестиоара (рум. Trestioara) насеље је у Румунији у округу Бузау у општини Манзалешти. Oпштина се налази на надморској висини од 532 m.

## Становништво
Према подацима из 2002. године у насељу је живело 260 становника, од којих су сви румунске националности.